# Nejc Dežman
Nejc Dežman (* 7. Dezember 1992 in Kranj) ist ein ehemaliger slowenischer Skispringer.

## Werdegang
Dežman gab sein internationales Debüt 2008 bei den FIS-Junioren-Wettbewerben. Im Dezember 2008 startet er 18-jährig erstmals im FIS-Cup. Mit nur neun Punkten aus der FIS-Cup-Saison 2008/09 belegte er am Ende den 210. Platz der Gesamtwertung. Bei den Slowenischen Meisterschaften im Skispringen 2009 in Kranj erreichte er gemeinsam mit Matej Dobovšek, Jure Bogataj und Rok Urbanc den fünften Rang im Teamspringen. Nach zwei Top-20-Platzierungen im Skisprung-Alpencup in Oberstdorf im Oktober 2009, startete er auch in der Saison 2009/10 im FIS-Cup. Jedoch kam er über einen 211. Platz in der Gesamtwertung nicht hinaus. Nach einem weiteren eher erfolglosen Auftreten im Alpencup 2010, startete er für Slowenien bei den Nordischen Junioren-Skiweltmeisterschaften 2011 im estnischen Otepää. Dort erreichte er mit der Mannschaft Platz 5 im Teamspringen und Platz 39 im Einzelwettbewerb.
Am 20. Februar 2011 gab er auf seiner Heimatschanze in Kranj sein Debüt im Skisprung-Continental-Cup, erreichte dabei jedoch nur den 47. Rang. Nachdem er den Rest der Saison im FIS-Cup und im Alpencup gestartet war, bekam er im Juli zum Sommer-Continental Cup erneut die Chance zu starten, wurde aber disqualifiziert. Im September 2011 erreichte er in Klingenthal mit dem sechsten Rang sein bis dahin bestes Ergebnis im Continental Cup und auch erstmals eine Platzierung unter den besten zehn. Ab der Wintersaison 2011/12 gehörte er fest zum Continental-Cup-Kader der Slowenen und erreichte durchweg Punkteplatzierungen. Daher bekam er am 15. Januar 2012 am Kulm erstmals die Möglichkeit im Skisprung-Weltcup zu starten. Beim Skifliegen erreichte er in beiden Wettbewerben nicht den zweiten Durchgang und landete auf den Plätzen 41 und 51.
Im Februar 2012 gewann Dežman bei den Nordischen Junioren-Skiweltmeisterschaften im türkischen Erzurum die Goldmedaille im Einzelwettbewerb. Mit der Mannschaft verpasste er mit Platz vier nur knapp das Podium. Mit seiner Goldmedaille bekam er zudem die Möglichkeit nach der Junioren-WM im Weltcup-Team zu springen und schaffte auf Anhieb in Lahti die Qualifikation und gewann im Springen mit Platz 29 seine ersten Weltcup-Punkte. Auch in Trondheim und Oslo, wo er mit Rang 17 sein bisher bestes Weltcup-Ergebnis erreichte, gelangen ihm Platzierungen innerhalb der Punkteränge. Zum Saisonende belegte Dežman den 61. Platz der Gesamtwertung.
Nachdem Dežman im Sommer 2012 im Continental Cup nicht überzeugen konnte, verblieb er für die Saison 2012/13 im Continental-Cup-Kader. Bei zwei Weltcup-Einsätzen im japanischen Sapporo im Januar 2013 verpasste er mit den Plätzen 45 und 50 den zweiten Durchgang und beim Weltcup in Vikersund gar die Qualifikation. Im Februar beim Continental Cup auf der Bloudkova Velikanka in Planica erreichte er mit den Plätzen 12 und 13 wieder Platzierungen innerhalb der besten zwanzig.
Im Sommer 2013 feierte Dežman in seiner Heimat Kranj den ersten Continental-Cup-Sieg seiner Karriere. Seinen ersten Continental-Cup-Sieg auf Schnee ersprang er sich am 16. Januar 2013 auf der Miyanomori-Schanze in Sapporo. Am Tag darauf ließ er seinen zweiten Sieg folgen.
Beim Weltcup in Willingen am 31. Januar 2015 gewann er zusammen mit Jurij Tepeš, Jernej Damjan und Peter Prevc den Mannschaftswettbewerb vor den Teams aus Deutschland und Norwegen. 
Bei den Slowenischen Meisterschaften 2016 in Planica gewann Dežman im Einzelwettbewerb hinter Jernej Damjan und Domen Prevc die Bronzemedaille sowie im Mannschaftswettbewerb zusammen mit Cene Prevc, Domen Prevc und Žiga Jelar die Goldmedaille.
Mitte Juni 2019 gab Dežman sein Karriereende bekannt.
Seinen letzten Sprung absolvierte er am Wochenende des Continental Cups in seinem Heimatort Kranj Anfang Juli.

## Erfolge

### Weltcupsiege im Team
| Nr. | Datum           | Ort       | Typ         |
| --- | --------------- | --------- | ----------- |
| 1.  | 31. Januar 2015 | Willingen | Großschanze |

### Continental-Cup-Siege im Einzel
| Nr. | Datum            | Ort        | Typ           |
| --- | ---------------- | ---------- | ------------- |
| 1.  | 7. Juli 2013     | Kranj      | Normalschanze |
| 2.  | 16. Januar 2014  | Sapporo    | Normalschanze |
| 3.  | 17. Januar 2014  | Sapporo    | Normalschanze |
| 4.  | 4. Februar 2017  | Erzurum    | Großschanze   |
| 5.  | 5. Februar 2017  | Erzurum    | Normalschanze |
| 6.  | 11. Februar 2017 | Brotterode | Großschanze   |
| 7.  | 18. Februar 2018 | Brotterode | Großschanze   |

## Statistik

### Weltcup-Platzierungen
| Saison  | Platz | Punkte |
| ------- | ----- | ------ |
| 2011/12 | 61.   | 017    |
| 2013/14 | 37.   | 137    |
| 2014/15 | 24.   | 224    |
| 2017/18 | 39.   | 050    |

### Grand-Prix-Platzierungen
| Saison | Platz | Punkte |
| ------ | ----- | ------ |
| 2013   | 47.   | 50     |
| 2014   | 35.   | 65     |
| 2015   | 48.   | 52     |
| 2016   | 31.   | 79     |

### Continental-Cup-Platzierungen
| Saison  | Platz | Punkte |
| ------- | ----- | ------ |
| 2011/12 | 025.  | 285    |
| 2012/13 | 026.  | 406    |
| 2013/14 | 002.  | 922    |
| 2014/15 | 144.  | 015    |
| 2015/16 | 118.  | 023    |
| 2016/17 | 004.  | 862    |
| 2017/18 | 004.  | 976    |
| 2018/19 | 030.  | 302    |